# Lou Bliss
Lou Bliss (született: Lewis Blissett; Swindon, Anglia 2004. március 12. –) angol énekes, dalszerző és zenész, aki a 2017-es The Voice Kids UK című tehetségkutató műsorban vált ismertté.

## Élete
Swindonban született és nevelkedett. Fiatal korától kezdve érdeklődött a zene iránt, és tehetségét a közösségi médiában is megmutatta. 2017-ben részt vett a The Voice Kids UK első évadában, ahol Pixie Lott csapatának tagjaként szerepelt. Előadásai során olyan dalokat adott elő, mint Ed Sheeran "Thinking Out Loud" című száma. A műsor után folytatta zenei karrierjét, és több feldolgozást is megosztott YouTube-csatornáján, olyan előadóktól, mint Rihanna, Ariana Grande és Billie Eilish. Ezek a videók jelentős nézettséget értek el, és hozzájárultak online jelenlétének növekedéséhez.

## Magánélete
2024-ban bejelentette, hogy transznemű nőként éli tovább életét, és felvette a Lou Bliss nevet. Ez a lépés jelentős támogatást és elismerést váltott ki rajongói és a szélesebb közönség körében. Azóta is aktívan dolgozik zenei projektjein, és elkötelezett az LMBTQ+ közösség támogatása mellett.

## Diszkográfia
| Év   | Cím                   | Típus  | Kiadó            | Formátumok                    |
| ---- | --------------------- | ------ | ---------------- | ----------------------------- |
| 2019 | "Sick Thoughts"       | Single | Atlantic Records | Digitális letöltés, streaming |
| 2019 | "Killing Butterflies" | Single | Atlantic Records | Digitális letöltés, streaming |
| 2024 | "UNREGULATED"         | EP     | DistroKid        | Digitális letöltés, streaming |